# جيوفري جيمس (مصور)
جيوفري جيمس (بالإنجليزية: Geoffrey James)‏ هو مصور بريطاني، ولد في 9 يناير 1942 في سانت أساف ‏ في المملكة المتحدة.